# ليليان مايستريني
ليليان مايستريني (مواليد 26 أكتوبر 1987) هي لاعبة كرة طائرة شاطئية برازيلية.